# In My Mind (chanson)
Pour l’article homonyme, voir In My Mind.
In My Mind est une chanson de 2012 du producteur house australien Ivan Gough et du duo house Feenixpawl avec la participation vocale de la chanteuse Georgi Kay.

## Axwell Mix
Singles par Ivan Gough
Kutaku
(2012)
Singles par Feenixpawl
Seasons
(2009) Universe
(2013)
Singles par Georgi Kay
Free
(2011) In My Mind, Part 2
(2012)
La chanson gagne en popularité grâce au remix d'Axwell. Le titre est présent sur l'album Until Now de la Swedish House Mafia, dont Axwell faisait partie avec Steve Angello et Sebastian Ingrosso.
En 2013, le titre est nommé aux Grammy Awards en tant que "Meilleur enregistrement remixé, non-classique".
Axwell a également interprété la chanson au Tomorrowland 2012, puis au Tomorrowland 2013. Lors du renouveau d'intérêt pour la chanson en 2018, Axwell et Sebastian Ingrosso l'interprètent en tant que Dreamer VS In My Mind au Tomorrowland. Steve Angello joue également la chanson lors du même festival.

### Classements hebdomadaires
| Classements (2012)        | Meilleure position |
| ------------------------- | ------------------ |
| Australie (ARIA)          | 29                 |
| Pays-Bas (Single Top 100) | 51                 |

## Version de Flo Rida
À la suite de la popularité de l'original, Flo Rida sort une version réorganisée et remixée avec de nouvelles paroles et réutilisant les vocaux de Georgi Kay. Le titre est nommé In My Mind, Part 2 et est présent sur l'album Wild Ones de Flo Rida sorti en 2012.
En 2018, une nouvelle version de la chanson sort sous le nom de In My Mind, Part 3.

### Classements hebdomadaires
| Classements (2012) | Meilleure position |
| ------------------ | ------------------ |
| Australie (ARIA)   | 44                 |

## Version de Dynoro et Gigi D'Agostino
Singles par Dynoro
Dreaming
(2017) Hangover
(2018)
Singles par Gigi d'Agostino
L'Amour toujours 2012
(2011) Hollywood
(2020)
In My Mind est une chanson du DJ Lituanien Dynoro et du DJ Italien Gigi D'Agostino. La chanson reprend le titre d'Ivan Gough et Feenixpawl, auquel est incorporé le hook de L'Amour toujours, chanson de Gigi D'Agostino sortie en 1999. Une première version du titre sort en janvier 2018, où seul Dynoro est crédité, et se classe 29e dans l'Ö3 Austria Top 40.
Une nouvelle version sort sur B1 Recordings, une joint-venture avec Sony Music, avec Gigi D'Agostino ajouté en tant qu'artiste principal. La chanson se classe no 1 en Allemagne, Autriche, Belgique (Wallonie), Finlande, Norvège, Suède, et Suisse, et se classe dans le top 10 de divers pays. Le clip vidéo sort en mars 2019. La chanson y est renommée In My Mind (In My Head) et seul Dynoro est crédité. Cette version atteint en décembre 2021, le milliard de visionnages sur YouTube.

### Classements hebdomadaires
| Classements (2018-19)                   | Meilleure position |
| --------------------------------------- | ------------------ |
| Allemagne (Media Control AG)            | 1                  |
| Australie (ARIA)                        | 7                  |
| Autriche (Ö3 Austria Top 40)            | 1                  |
| Belgique (Flandre Ultratop 50 Singles)  | 2                  |
| Belgique (Wallonie Ultratop 50 Singles) | 1                  |
| Canada (Hot 100)                        | 50                 |
| Danemark (Tracklisten)                  | 3                  |
| Écosse (OCC)                            | 3                  |
| Espagne (PROMUSICAE)                    | 45                 |
| Finlande (Suomen virallinen lista)      | 1                  |
| France (SNEP)                           | 7                  |
| France (SNEP Ventes)                    | 3                  |
| Irlande (IRMA)                          | 5                  |
| Italie (FIMI)                           | 11                 |
| Norvège (VG-lista)                      | 1                  |
| Nouvelle-Zélande (RMNZ)                 | 15                 |
| Pays-Bas (Nederlandse Top 40)           | 2                  |
| Pays-Bas (Single Top 100)               | 3                  |
| Portugal (AFP)                          | 11                 |
| Royaume-Uni (UK Singles Chart)          | 5                  |
| Suède (Sverigetopplistan)               | 1                  |
| Suisse (Schweizer Hitparade)            | 1                  |